# Batina (Omã)
Região de Batina (em árabe: الْـمِـنْـطَـقَـة الباطنة; romaniz.: Al-Minṭaqah al-Bāţinah) era uma região (mintaqah) constituinte do Omã até 2011, quando foi dividida nas províncias de Batina Setentrional e Batina Meridional. Com capital em Soar, estava subdividida em 12 vilaietes (distritos). Segundo censo de 2010, tinha 772 590 habitantes.

## Vilaietes
| Nome árabe   | Nome português | População | Ref.  |
| ------------ | -------------- | --------- | ----- |
| العوابي      | Alauabi        | 13 326    | [ 1 ] |
| المصنعة      | Muçana         | 68 571    | [ 1 ] |
| الرستاق      | Arrustaque     | 79 720    | [ 1 ] |
| بركاء        | Borca          | 96 407    | [ 1 ] |
| نخل          | Nacal          | 18 118    | [ 1 ] |
| وادي المعاول | Uádi Almauil   | 12 866    | [ 1 ] |
| الخابورة     | Cabura         | 52 294    | [ 2 ] |
| السويق       | Suaique        | 111 711   | [ 2 ] |
| لوى          | Liua           | 34 001    | [ 2 ] |
| صحم          | Saame          | 93 438    | [ 2 ] |
| شناص         | Xinas          | 52 132    | [ 2 ] |
| صحار         | Soar           | 140 006   | [ 2 ] |